# Genevieve Gaignard
Pour les articles homonymes, voir Gaignard.
Genevieve Gaignard, née en 1981 à Orange dans le Massachusetts, est photographe, vidéaste et plasticienne américaine. Elle questionne les notions d'identité et de race.

## Biographie
Fille d'un couple mixte, son enfance se partage entre les deux cultures. En 2007, elle étudie la photographie et le collage au Massachusetts College of Art and Design. En 2014, elle obtient un master en photographie à l'Université Yale. Elle vit à Los Angeles. 
À travers ses œuvres, elle questionne les notions d’identité et de race, elle aborde les difficultés d'être métisse dans la société américaine. Ses récits visuels font référence à la culture populaire, au cinéma kitsch de John Waters, la culture drag, au blues de Billy Stewart. Elle s'inspire également des réseaux sociaux pour mettre en exergue les canons de la beauté féminine.
Dans ses autoportraits, elle se travestit et incarne des personnages féminins fictifs avec une intention burlesque et décalée : auto-stoppeuse, baigneuse, femme blanche avec un homme noir. Son œuvre photographique fait penser à celle de Cindy Sherman qui questionne le statut et la place des femmes dans la société américaine. Genevieve Gaignard traite également la question de l'identité raciale, notamment de la bi-racialité.

## Citation de l'artiste
- «J’espère créer un langage visuel à la fois accessible mais aussi intransigeant afin d’articuler l’importance de l’identité noire. Ma peau claire s’accompagne d’un certain privilège, dans lequel je m’engage à ne jamais me complaire»[5].

## Expositions solo
- Hidden Fences, Galerie Praz-Delavallade, Paris
- En passant, Centre de Photographie de Houston, Houston, 2017
- Smell the Roses, California African American Museum, Los Angeles, 2016
- Us Only, Shulamit Nazarian, Los Angeles, 2015
- A Golden State of Mind, Diane Rosenstein Presents at The Cabin LA, Los Angeles, 2015